# Bântuiții
Bântuiții este un roman publicat de scriitorul american Chuck Palahniuk în anul 2005.

## Introducere în subiect
Considerat de publicația The Guardian unul dintre cele mai originale romane ale lui Palahniuk, Bântuiții exploatează convenția povestirilor în ramă, în tradiția Decameronului și a Povestirilor din Canterbury și este, în același timp, o satiră necruțătoare la adresa emisiunilor de tip reality show.
Cele 23 de povestiri care formează subiectul cărții aparțin protagoniștilor unui experiment inedit și, așa cum se va vedea, macabru: persoane care au răspuns invitației de a petrece trei luni într-un teatru dezafectat, în condiții minime de confort, pentru a produce o posibilă capodoperă care le va garanta celebritatea pe scena literară. Treptat, stimulate de acest mediu neobișnuit, personajele se vor implica într-un joc pe muchie de cuțit care îi va ține pe cititori cu sufletul la gură.

## Controverse
În cadrul romanului Bântuiții, regăsim una dintre cele mai șocante povești din câte a scris Palahniuk, intitulată „Mațe”, care prezintă o înșiruire de accidente, incluzând masturbare.
În 2003, în timp ce Palahniuk era în turneu de promovare a unei alte cărți ale sale, Jurnal, acesta a citit respectiva povestire publicului prezent la eveniment. În timpul lecturii, 40 de oameni din cei prezenți în sală au leșinat. Situația s-a repetat la fiecare turneu la care Palahniuk a repetat povestirea. Astfel, la începutul lui 2004, numărul leșinurilor ajunsese la 53, apoi la 60. În octombrie 2004, Palahniuk numărase deja 68. Ultima astfel de întâmplare a avut loc în mai 2007, în Canada, unde cinci oameni au leșinat, ridicând astfel numărul la 73.
1. 1 2  Internet Speculative Fiction Database, accesat în 19 mai 2025